# Richard Forsgren
John Richard Forsgren, född 21 december 1973 i Stora Lundby församling, är en svensk skådespelare.

## Biografi
Richard Forsgren är utbildad vid Skara Skolscen, samt vid Teaterhögskolan i Stockholm. Han har bland annat arbetat flera år på Stockholms Stadsteater.

## Teater

### Roller (ej komplett)
| År   | Roll                                                                      | Produktion                                                                          | Regi                 | Teater                                           |
| ---- | ------------------------------------------------------------------------- | ----------------------------------------------------------------------------------- | -------------------- | ------------------------------------------------ |
| 2002 |                                                                           | Kaos är granne med Gud Lars Norén                                                   |                      | Teaterhögskolan i Stockholm                      |
| 2003 | Gustaf Frunck, präst                                                      | Fritänkaren August Strindberg                                                       | Richard Turpin       | Strindbergs Intima Teater                        |
| 2005 |                                                                           | Nemesis                                                                             |                      | Strindbergs Intima Teater                        |
| 2006 |                                                                           | Som ni vill ha det William Shakespeare                                              |                      | Stockholms stadsteater                           |
| 2006 |                                                                           | Alla mina söner Arthur Miller                                                       |                      | Stockholms stadsteater                           |
| 2007 |                                                                           | Rampfeber                                                                           |                      | Stockholms stadsteater                           |
| 2007 | Nigel Polisman                                                            | Rock'n'roll Tom Stoppard                                                            | Margareta Garpe      | Stockholms stadsteater                           |
| 2008 | Greger Löfenhjelm                                                         | Lånta Fjädrar Franz Arnold och Ernst Bach                                           | Stefan Ekman         | Krusenstiernska gården                           |
| 2008 | Teddy Brewster                                                            | Arsenik och gamla spetsar Joseph Kesselring                                         | Eva Dahlman          | Stockholms stadsteater                           |
| 2009 |                                                                           | Nu mår jag mycket bättre                                                            |                      | Stockholms stadsteater                           |
| 2010 |                                                                           | Drottning Kristina                                                                  |                      | Stockholms stadsteater                           |
| 2011 | Aigisthos                                                                 | Orestien Ted Hughes                                                                 | Tobias Theorell      | Stockholms stadsteater                           |
| 2012 |                                                                           | Äktenskapet                                                                         |                      | Stockholms stadsteater                           |
| 2012 | Viggo Schiwe                                                              | Tribadernas natt Per Olov Enquist                                                   | Thommy Berggren      | Stockholms stadsteater                           |
| 2012 |                                                                           | Paria August Strindberg                                                             |                      | Stockholms stadsteater Strindbergs Intima Teater |
| 2012 | d'Artagnans far m.fl.                                                     | De tre musketörerna Alexander Mørk-Eidem                                            | Alexander Mørk-Eidem | Stockholms stadsteater                           |
| 2021 | Kapten von Trapp (Understudy) Franz (Understudy) Herr Zeller (Understudy) | Sound of Music Richard Rodgers, Oscar Hammerstein, Howard Lindsay och Russel Crouse | Ronny Danielsson     | Kulturhuset Stadsteatern                         |
| 2021 |                                                                           | De närmaste Lolo Amble                                                              | Andreas T Olsson     | Kulturhuset Stadsteatern                         |

## Filmografi
- 2003 – Dirigenten
- 2003 – Avstigning för samtliga
- 2003 – Skeppsholmen (TV-serie)
- 2005 – Kvalster (TV-serie)
- 2006 – Paketet
- 2006 – Världarnas bok (TV-serie)
- 2006 – Kvarteret Skatan (TV-serie)
- 2007 – Upp till kamp (TV-serie)
- 2007 – Djur och bur
- 2009 – Så olika
- 2012 – Arne Dahl: De största vatten (TV-serie)
- 2014 – Tillbaka till Bromma
- 2015–2017 – Jordskott (TV-serie)
- 2015 – Beck – Familjen (TV-serie)
- 2016 – Finaste familjen (TV-serie)
- 2016 – Den allvarsamma leken
- 2017–2019 – Innan vi dör (TV-serie)
- 2018 – Sthlm Rekviem (TV-serie)
- 2020 – Fullt hus (TV-serie)